# (733) Mocia
(733) Mocia – planetoida należąca do zewnętrznej części pasa głównego asteroid okrążająca Słońce w ciągu 6 lat 99 dni w średniej odległości 3,4 au. Została odkryta 16 września 1912 roku w Landessternwarte Heidelberg-Königstuhl w Heidelbergu przez Maxa Wolfa. Nazwa pochodzi od Wernera „Moka” Wolfa, syna odkrywcy. Przed nadaniem nazwy planetoida nosiła oznaczenie tymczasowe (733) 1912 PF.